# Arsèguel
Arsèguel est une commune de la comarque de l'Alt Urgell, dans la Province de Lleida en Catalogne (Espagne) et du sous comarque de Baridà.

## Géographie
Commune située dans les Pyrénées